# Stylops crawfordi
Stylops crawfordi är en insektsart som beskrevs av Pierce 1909. Stylops crawfordi ingår i släktet Stylops och familjen stekelvridvingar. Inga underarter finns listade i Catalogue of Life.